# 吳其濬
吳其濬（1789年—1847年），字季深，一字瀹斋，号吉蘭。河南省信阳市固始縣人。清朝政治人物、博物学家。他是清朝入主中原268年间唯一河南状元。

## 生平
吴其濬生于乾隆五十四年（1789年），10岁时师从其伯父，就读于固始临淮书院，12岁时随母进京，先求学于清芬书屋，后又考入国子监继续研修儒学经义，成绩非常优秀。嘉庆十五年（1810年），吴其濬考中举人。嘉庆二十二年（1817年），吴其濬考中状元，被授翰林院修撰，自此开启一生的宦海浮沉。道光二十七年（1847年），吴其濬在固始家中逝世。吴其濬历任礼部尚书、兵部右侍郎、福建巡抚、云南巡抚、山西巡抚等职，在云南巡抚任上曾署理云贵总督，可谓“宦迹半天下”。吴其濬在植物学、农学、矿物学等研究方面也颇有建树，其最有名的植物学著作為《植物名實圖考》，在吴其濬死後，由山西太原府陸應榖校刊於道光二十八年（1848年）。这本书的出世将中国传统植物学提升到了一个新的高度，在世界植物学界也产生了相当影响，至今仍是植物学和中医学研究的重要参考著作。另外，吴其濬还著有《植物名实图考长编》、《云南矿产工器图略》、《滇南矿厂舆程图》、《滇行纪程集》和《治淮上游论》等书，皆具有较高的学术价值。

## 家族
- 祖：广东按察使吴延端
- 父：礼部侍郎吳烜，林则徐师
- 伯：直隶知州吴邦治
- 兄：兵部侍郎吳其彥，尚书戴联奎婿
- 姊妹：分别嫁侍郎王綬子王友沂; 太傅萬承風子萬方熙
- 堂弟：江苏按察使吴其泰
- 子：吳元禧、吳榮禧、吳崇恩、吳承恩、吳洪恩
- 侄：江西按察使吳集禧、总督吳元炳
- 孙：吳樽讓

## 纪念
1986年11月河南省人民政府公布吴其濬墓为河南省重点文物保护单位。2000年9月河南省人民政府公布吴其濬故居、固始吴氏世大夫祠为吴其濬墓的附属文物。